# Jerzy Biechoński (żołnierz)
Jerzy Biechoński ps. „Kłos” (ur. 13 kwietnia 1918 w Proszowicach, zm. 8 października 1944 w okolicach Sancygniowa) – polski wojskowy, kapitan Armii Krajowej, dowódca kompanii szturmowej „Dominika” w samodzielnym batalionie szturmowym 106 Dywizji Piechoty AK.

## Życiorys
Jerzy Biechoński ukończył szkołę powszechną w Proszowicach, a następnie Państwową Szkołę Przemysłową w Krakowie. Po wkroczeniu wojsk sowieckich w granice II Rzeczypospolitej został wzięty do niewoli sowieckiej. W roku 1940 został wymieniony z Niemcami na jeńców sowieckich. W 1941 roku uciekł z obozu pracy na terenie III Rzeszy i wrócił do Proszowic, gdzie podejmuje się działalności w lokalnej konspiracji przyjmując pseudonim „Kłos”. Po ukończeniu kursu podchorążych zostaje mianowany dowódcą dywersji na terenie Proszowic. W roku 1944 bierze czynny udział w wydarzeniach związanych z powstaniem Republiki Pińczowskiej. Ginie podczas rozbrajania miny w okolicach Sancygniowa. Spoczywa w Proszowicach.

### Akcje zbrojne
- Napad na niemiecki pociąg w Łyszkowicach[1]
- W nocy z 21/22 maja 1944 roku oddział Biechońskiego przyjął w Wierzbnie niedaleko Proszowic skoczka Leopolda Okulickiego – późniejszego dowódcę Armii Krajowej[3]
- Dnia 28 lipca 1944 roku Kompania Szturmowa „Dominika”, którą dowodził Biechoński opanowała Proszowice przyłączając je do Republiki Pińczowskiej[1]

## Odznaczenia
- Krzyż Srebrny Order Virtuti Militari[1][potrzebny przypis]
- Krzyż Walecznych[1]
- Srebrny Krzyż Zasługi z Mieczami[1]
- Krzyż Partyzancki[potrzebny przypis]

## Upamiętnienie
Nazwisko Jerzego Biechońskiego zostało upamiętnione na tablicach pamiątkowych w kościele w Proszowicach oraz w Sancygniowie. Ponadto co roku w Proszowicach odbywa się marsz pamięci żołnierzy walczących z wrogiem w czasie istnienia tzw. Republiki Pińczowskiej.